# Joseph Kerr
Joseph Kerr (Chambersburg, 1765 – East Carroll megye, 1837. augusztus 22.) az Amerikai Egyesült Államok szenátora (Ohio, 1814–1815).